# Víctor Ortíz
Victor Celestino Ortíz Arzú (Jutiapa, 21 maggio 1990) è un calciatore honduregno, attaccante del Club Deportivo Motagua.

## Carriera

### Club
Dopo alcune esperienze in squadre giovanili, è entrato a far parte del settore giovanile del Club Deportivo Victoria nel 2006, venendo promosso in prima squadra nel 2007 a 17 anni. Il suo esordio nella massima serie dell'Honduras avviene l'anno successivo, nel 2008. Nel 2010 diventa titolare della squadra bianco-blu. Termina la sua esperienza con la squadra dopo aver disputato oltre 150 partite (tra campionato e coppa) e messo a segno 42 gol in partite.
Passato al Motagua, esordisce con la nuova squadra nel torneo di clausura 2014. Chiude la stagione con 16 partite (di cui 3 da titolare) e senza gol. Rescinde il contratto con il CD Motagua al termine del campionato.

### Nazionale
È stato inserito dal Commissario Tecnico Eduardo Eugenio Umanzor nella rosa della Nazionale dell'Honduras che prese parte al Mondiale Under-20 disputato nel 2009 in Egitto. Nella manifestazione ha giocato in 2 occasioni, contro il Sud Africa e gli Emirati Arabi.